# Selliner See (Rügen)

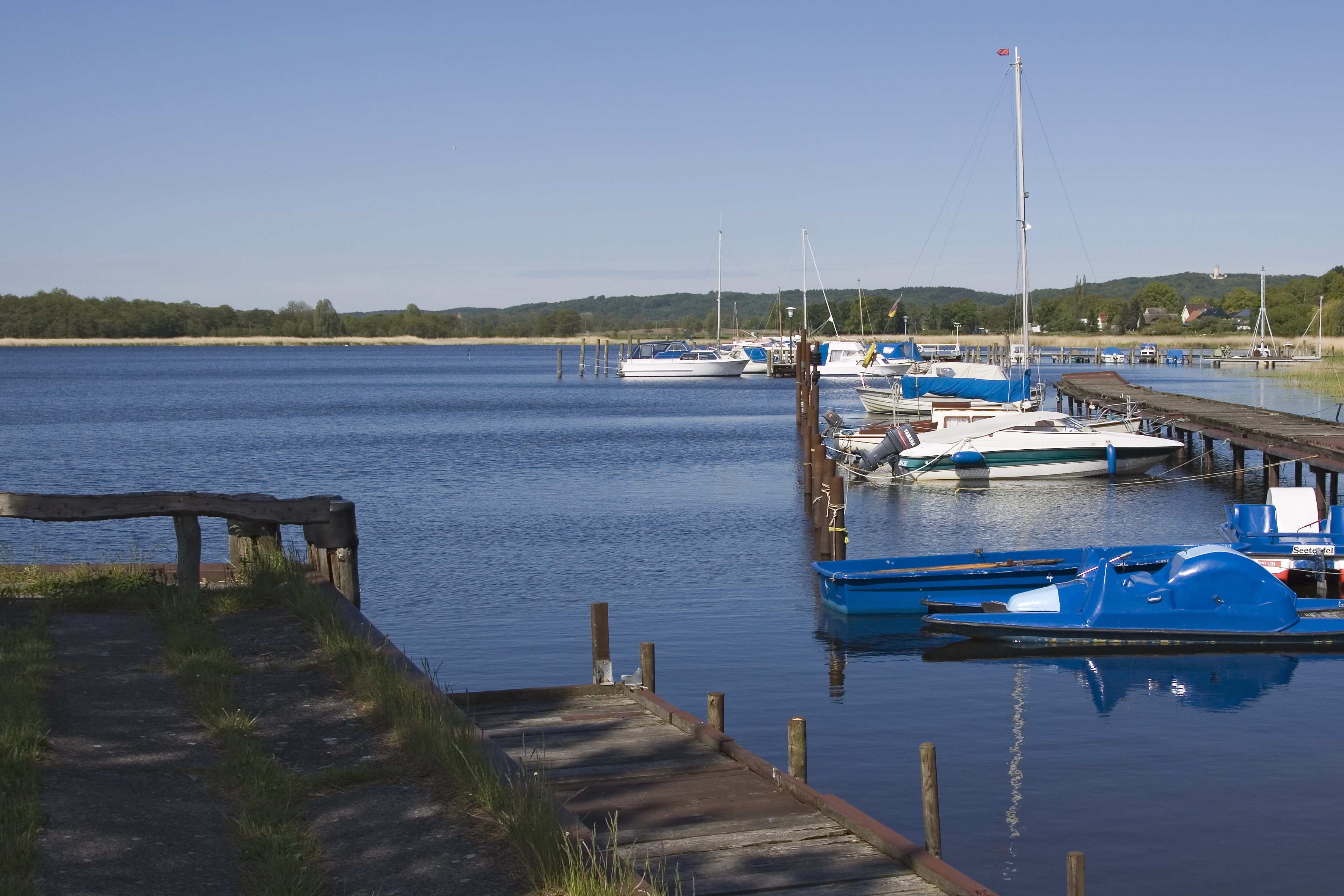
Selliner See

Der Selliner See liegt südöstlich des gleichnamigen Ortes Sellin auf der Insel Rügen in Mecklenburg-Vorpommern (Deutschland). Die lagunenartige Bucht hat über die Baaber Bek eine Verbindung zur Having, einer Bucht des Rügischen Boddens. Das Wasser ist wenig salzhaltig.
Der See hat eine Länge von rund 1,8 Kilometern und eine Breite von 0,85 Kilometern. Am Westufer, das im Naturschutzgebiet Neuensiener und Selliner See liegt, befindet sich der Selliner Ortsteil Altensien. Nördlich und östlich des Sees verläuft die Bundesstraße 196. An östlichen Ufer des Sees liegt der sagenumwobene Ritterstein.
Als Zuflüsse dienen mehrere Gräben, u. a. der Mönchgraben.
Der Küstensiedlungsplatz Baabe am verlandeten Ufer des Selliner Sees wurde im Zuge des Neubaus eines Schutzdeiches untersucht. 
Koordinaten: 54° 21′ 56″ N, 13° 41′ 12″ O